# Elsah (Illinois)
Elsah est un village du comté de Jersey dans l'Illinois, aux États-Unis,. Situé au sud du comté, il est incorporé le 2 septembre 1873.

## Démographie
Lors du recensement de 2010, le village comptait une population de 673 habitants. Elle est estimée, en 2016, à 638 habitants.

## Source de la traduction
- (en) Cet article est partiellement ou en totalité issu de l’article de Wikipédia en anglais intitulé « Elsah, Illinois » (voir la liste des auteurs).